# Vuelta a Castilla y León 2007
La Vuelta a Castilla y León 2007, ventiduesima edizione della corsa e valida come evento del circuito UCI Europe Tour 2007 categoria 2.1, si svolse in cinque tappe dal 26 al 30 marzo 2007 con partenza da Zamora ed arrivo a Soria, per un percorso totale di 631 km. Fu vinta dallo spagnolo Alberto Contador terminò la gara in 15 ore 4 minuti e 15 secondi, alla media di 41,869 km/h.
Al traguardo di Soria 99 ciclisti conclusero la vuelta.

## Tappe
| Tappa  | Data     | Percorso                            | km    | Vincitore di tappa | Leader cl. generale |
| ------ | -------- | ----------------------------------- | ----- | ------------------ | ------------------- |
| 1ª     | 26 marzo | Zamora > Zamora (cron. individuale) | 10    | Vladimir Karpec    | Vladimir Karpec     |
| 2ª     | 27 marzo | Zamora > Salamanca                  | 157   | Francisco Ventoso  | Vladimir Karpec     |
| 3ª     | 28 marzo | Salamanca > Valladolid              | 147,6 | Francisco Ventoso  | Vladimir Karpec     |
| 4ª     | 29 marzo | Valladolid > Alto De Navacerrada    | 154,4 | Alberto Contador   | Alberto Contador    |
| 5ª     | 30 marzo | El Burgo De Osma > Soria            | 162   | Francisco Ventoso  | Alberto Contador    |
| Totale | Totale   | Totale                              | 631   |                    |                     |

## Squadre e corridori partecipanti
| N.    | Cod. | Squadra              |
| ----- | ---- | -------------------- |
| 1-8   | DSC  | Discovery Channel    |
| 11-18 | CSC  | Team CSC             |
| 21-28 | RAB  | Rabobank             |
| 31-38 | LIQ  | Liquigas             |
| 41-48 | AGR  | Agritubel            |
| 51-58 | GCE  | Caisse d'Epargne     |
| 61-68 | EUS  | Euskaltel-Euskadi    |
| 71-78 | SDV  | Saunier Duval-Prodir |

| N.      | Cod. | Squadra                |
| ------- | ---- | ---------------------- |
| 81-88   | REG  | Relax-GAM              |
| 91-98   | GNM  | Grupo Nicolas Mateos   |
| 101-108 | VMC  | Viña Magna-Cropu       |
| 111-118 | ORB  | Orbea-Laukiz           |
| 121-128 | ACA  | Andalucía-Cajasur      |
| 131-138 | SLB  | Benfica                |
| 141-148 | KGZ  | Karpin-Galicia         |
| 151-158 | FTV  | Fuerteventura-Canarias |

## Dettagli delle tappe

### 1ª tappa
- 26 marzo: Zamora > Zamora – Cronometro individuale – 10 km

Risultati
| Pos. | Corridore       | Squadra        | Tempo  |
| ---- | --------------- | -------------- | ------ |
| 1    | Vladimir Karpec | Caisse d'Epar. | 11'55" |
| 2    | Egoi Martínez   | Discovery      | a 2"   |
| 3    | Florent Brard   | Caisse d'Epar. | a 3"   |

| Pos. | Corridore       | Squadra        | Tempo  |
| ---- | --------------- | -------------- | ------ |
| 1    | Vladimir Karpec | Caisse d'Epar. | 11'55" |
| 2    | Egoi Martínez   | Discovery      | a 2"   |
| 3    | Florent Brard   | Caisse d'Epar. | a 3"   |

### 2ª tappa
- 27 marzo: Zamora > Salamanca – 157 km

Risultati
| Pos. | Corridore         | Squadra       | Tempo    |
| ---- | ----------------- | ------------- | -------- |
| 1    | Francisco Ventoso | Saunier Duval | 3h34'07" |
| 2    | Javier Benítez    | Benfica       | s.t.     |
| 3    | Jan Hruška        | Relax-GAM     | s.t.     |

| Pos. | Corridore       | Squadra        | Tempo    |
| ---- | --------------- | -------------- | -------- |
| 1    | Vladimir Karpec | Caisse d'Epar. | 3h46'02" |
| 2    | Egoi Martínez   | Discovery      | a 2"     |
| 3    | Florent Brard   | Caisse d'Epar. | a 3"     |

### 3ª tappa
- 28 marzo: Salamanca > Valladolid – 147,6 km

Risultati
| Pos. | Corridore         | Squadra       | Tempo    |
| ---- | ----------------- | ------------- | -------- |
| 1    | Francisco Ventoso | Saunier Duval | 3h26'04" |
| 2    | Javier Benítez    | Benfica       | s.t.     |
| 3    | Jan Hruška        | Relax-GAM     | s.t.     |

| Pos. | Corridore       | Squadra        | Tempo    |
| ---- | --------------- | -------------- | -------- |
| 1    | Vladimir Karpec | Caisse d'Epar. | 7h12'06" |
| 2    | Egoi Martínez   | Discovery      | a 2"     |
| 3    | Florent Brard   | Caisse d'Epar. | a 3"     |

### 4ª tappa
- 29 marzo: Valladolid > Alto De Navacerrada – 154,4 km

Risultati
| Pos. | Corridore        | Squadra       | Tempo    |
| ---- | ---------------- | ------------- | -------- |
| 1    | Alberto Contador | Discovery     | 3h52'04" |
| 2    | Koldo Gil        | Saunier Duval | s.t.     |
| 3    | Juan José Cobo   | Saunier Duval | a 28"    |

| Pos. | Corridore        | Squadra       | Tempo     |
| ---- | ---------------- | ------------- | --------- |
| 1    | Alberto Contador | Discovery     | 11h04'16" |
| 2    | Koldo Gil        | Saunier Duval | a 36"     |
| 3    | Juan José Cobo   | Saunier Duval | a 46"     |

### 5ª tappa
- 30 marzo: El Burgo De Osma > Soria – 162 km

Risultati
| Pos. | Corridore         | Squadra       | Tempo    |
| ---- | ----------------- | ------------- | -------- |
| 1    | Francisco Ventoso | Saunier Duval | 3h59'59" |
| 2    | Michael Albasini  | Liquigas      | s.t.     |
| 3    | Alberto Contador  | Discovery     | s.t.     |

| Pos. | Corridore        | Squadra       | Tempo     |
| ---- | ---------------- | ------------- | --------- |
| 1    | Alberto Contador | Discovery     | 15h04'15" |
| 2    | Koldo Gil        | Saunier Duval | a 36"     |
| 3    | Juan José Cobo   | Saunier Duval | a 46"     |

## Classifiche finali

### Classifica generale
| Pos. | Corridore          | Squadra        | Tempo     |
| ---- | ------------------ | -------------- | --------- |
| 1    | Alberto Contador   | Discovery      | 15h04'15" |
| 2    | Koldo Gil          | Saunier Duval  | a 36"     |
| 3    | Juan José Cobo     | Saunier Duval  | a 46"     |
| 4    | Igor Antón         | Euskaltel      | a 48"     |
| 5    | Óscar Sevilla      | Relax-GAM      | a 55"     |
| 6    | David López García | Caisse d'Epar. | a 58"     |
| 7    | Jan Hruška         | Relax-GAM      | a 1'05"   |
| 8    | Julián Sánchez     | Relax-GAM      | a 1'06"   |
| 9    | Manuel Beltrán     | Liquigas       | a 1'13"   |
| 10   | Francisco Ventoso  | Saunier Duval  | a 1'18"   |

### Classifica a punti
| Pos. | Corridore         | Squadra        | Punti |
| ---- | ----------------- | -------------- | ----- |
| 1    | Francisco Ventoso | Saunier Duval  | 92    |
| 2    | Alberto Contador  | Discovery      | 59    |
| 3    | Jan Hruška        | Relax-GAM      | 52    |
| 4    | Javier Benitez    | Benfica        | 40    |
| 5    | Vladimir Karpets  | Caisse d'Epar. | 37    |

### Classifica scalatori
| Pos. | Corridore        | Squadra       | Punti |
| ---- | ---------------- | ------------- | ----- |
| 1    | Ángel Vallejo    | Relax-GAM     | 20    |
| 2    | Aarón Villegas   | Orbea-Laukiz  | 12    |
| 3    | Kjell Carlström  | Liquigas      | 12    |
| 4    | Alberto Contador | Discovery     | 10    |
| 5    | Mikel Artetxe    | Fuerteventura | 10    |

### Classifica combinata
| Pos. | Corridore          | Squadra        | Punti |
| ---- | ------------------ | -------------- | ----- |
| 1    | Alberto Contador   | Discovery      | 3     |
| 2    | Koldo Gil          | Saunier Duval  | 3     |
| 3    | Juan José Cobo     | Saunier Duval  | 3     |
| 4    | Igor Antón         | Euskaltel      | 3     |
| 5    | David López García | Caisse d'Epar. | 3     |

### Classifica a squadre - Numero azzurro
| Pos. | Squadra                            | Tempo     |
| ---- | ---------------------------------- | --------- |
| 1    | Saunier Duval-Prodir               | 45h15'02" |
| 2    | Discovery Channel Pro Cycling Team | a 30"     |
| 3    | Relax-GAM                          | a 44"     |
| 4    | Liquigas                           | a 3'13"   |
| 5    | Caisse d'Epargne                   | a 4'16"   |